# 이기섭 (바둑 기사)
이기섭(李基燮, 1950년 2월 23일 ~ )은 대한민국의 바둑 기사이다. 부산광역시 지역 바둑 활성화에 기여하고 있다. 이인상 2단의 아들이다.

## 약력
부산광역시 출신으로 1971년에 입단했다. 1981년 제16기 왕위전 본선과 1983년, 1984년 국수전 본선에 각각 진출했다. 1992년 5단을 거쳐 2002년 6단으로 승단했다. 2004년 제1기 전자랜드배 왕중왕전 봉황부 16강에 올랐고 2005년 4월에 7단으로 승단하였다. 2006년 한국바둑리그에 감독으로 참가했다. 2016년 승단 규정이 바뀜에 따라 개정 점수 변환에 의해 8단으로 승단했다.